# Droga wojewódzka nr 939
Droga wojewódzka nr 939 (DW939) – droga wojewódzka łącząca miasto Pszczyna z DK81.

## Miejscowości leżące przy trasie DW939
- Pszczyna (DW931, DW933, DW935, DK1)
- Łąka
- Wisła Wielka
- Wisła Mała
- Strumień
- Zbytków (DK81)